# Maurice Norman
Pour les articles homonymes, voir Norman.
Maurice Norman, né le 8 mai 1934 à Mulbarton (en) (Angleterre) et mort le 27 novembre 2022, est un footballeur international anglais, qui évoluait au poste de défenseur central à Tottenham Hotspur et en équipe d'Angleterre.
Norman n'a marqué aucun but lors de ses vingt-trois sélections avec l'équipe d'Angleterre entre 1962 et 1964. 

## Carrière
- 1952-1955 : Norwich City
- 1955-1966 : Tottenham Hotspur

## Palmarès

### En équipe nationale
- 23 sélections et 0 but avec l'équipe d'Angleterre entre 1962 et 1964.

### Avec Tottenham Hotspur
- Vainqueur de la Coupe d'Europe des vainqueurs de coupe de football en 1963.
- Vainqueur du Championnat d'Angleterre de football en 1961.
- Vainqueur de la Coupe d'Angleterre de football en 1961 et 1962.